# 再创作组织
再创作组织（英語：Organization for Transformative Works），简作OTW，是一个位于美国纽约州纽约市的非营利性同人运动组织。它旨在通过推广和保护各种形式的同人作品和同人文化以服务于同人爱好者的利益。
再创作组织倡导同人作品的变革性、合法性和合理性；而同人作品包括但不限于同人小说、同人视频剪辑、同人画作、动画音乐录像、同人有声小说以及真人同人等。而其愿景则是培育同人爱好者与同人作品，并保护同人创作不受法律困扰和商业剥削。

## 主要项目
- AO3作品库：由同人爱好者所建立的一个开源的非商业性、非营利性的多元同人文化社群的网络档案馆，用于存放同人小说及其他同人作品（如：同人画作、同人视频及同人有声小说等）。
- 同人传统（英语：Fanlore）：一个服务于各大同人文化社群的同人爱好者们的维基类百科网站，其主要作用是提供一个平台以“记录和分享他们在同人文化及同人作品历史上的史实、经验和传统”[7]。
- 开放门户（Open Doors）：保存早年网络上同人文化相关文物（例如：Zine和雅虎地球村）的计划，以便于在其他同人文化网站宣布关闭的时候将他们的同人作品保存到AO3作品库。
- 《衍生作品与文化（英语：Transformative Works and Cultures）》是一份经过同行评审的学术期刊，旨在推广同人作品及文化的学术研究。
- 为粉都社区（fandom community）提供法律支持，解决粉都小说和其他粉都作品的法律问题，包括捍卫粉丝对版权材料合理使用的权利[8]。
- 《维丁》（Vidding，2008年）：与参与性文化学者亨利·詹金斯（Henry Jenkins）和麻省理工学院的“新媒体素养”（New Media Literacies）项目相结合，拍摄了六部关于维丁的系列短片[9]。
- Fanhackers：一个帮助粉丝、学者和活动人士的信息及资源目录，包括良好的元数据（关于数据的信息、分析和讨论）[10]。